# Clàudia Acté
Clàudia Acté (en llatí Claudĭa Actē) va ser l'amant de l'emperador Neró. Era una esclava romana comprada a l'Àsia Menor i alliberada. Neró se'n va enamorar i l'estimava més que a la seva dona Octàvia i fins i tot va provar de casar-se amb ella. Acté deia ser descendent del rei Àtal de Pèrgam, i va viure encara un temps després de la mort de Neró.